# ريتشارد بايز
ريتشارد بايز (بالإسبانية: Richard Páez) هو لاعب كرة قدم ومدرب كرة قدم وطبيب فنزويلي في مركز الوسط، ولد في 12 ديسمبر 1952 في ماردة في فنزويلا. شارك مع منتخب فنزويلا لكرة القدم. أما مع النوادي، فقد لعب مع ديبورتيفو تاشيرا ونادي بورتوغيزا.

## وصلات خارجية
- ريتشارد بايز على موقع قاعدة بيانات كرة القدم.إي يو (الإنجليزية)
- ريتشارد بايز على موقع ناشيونال فوتبول تيمز (الإنجليزية)